# Ti sembra normale
Ti sembra normale è un singolo del cantautore italiano Max Gazzè, pubblicato il 29 aprile 2016 come terzo estratto dal nono album in studio Maximilian.

## Descrizione
Sesta traccia del disco, il brano è tra i più noti dello stesso, ottenendo un buon successo radiofonico nell'estate 2016.
Nel 2020 è stato incluso tra i 45 brani più belli della musica italiana all'interno dell'evento radiofonico I Love My Radio.

## Video musicale
Il video è stato diretto da Jacopo Rondinelli, già al lavoro con Gazzè per altri video.

## Tracce
1. Ti sembra normale – 3:35

## Formazione
- Max Gazzè - voce, cori, basso, sintetizzatore, programmazione
- Clemente Ferrari - pianoforte, sintetizzatore
- Cristiano Micalizzi - batteria
- Alessandro Ciuffetti - chitarra
- Francesco De Benedittis - sintetizzatore, programmazione
- Giorgio Baldi - chitarra
- Marta Silvestri, Federica Franchetto, Stefania Corona, Alvaro Vitali - cori

## Classifiche
| Classifica (2016) | Posizione massima |
| ----------------- | ----------------- |
| Italia            | 34                |